# Parthenope (Film)
Parthenope ist ein Filmdrama von Paolo Sorrentino. In dem Film, der die griechische Mythologie aufgreift, sind unter anderem Celeste Dalla Porta und Stefania Sandrelli als Parthenope zu sehen. Die italienisch-französische Koproduktion feierte im Mai 2024 bei den Internationalen Filmfestspielen in Cannes ihre Premiere und kam im April 2025 in die deutschen Kinos.

## Handlung
Die wohlhabende Familie Di Sangro erwartet 1950 in den Gewässern vor Posillipo die Geburt ihres zweiten Kindes. Bei der Entbindung sind ihr vermögender Pate Achille Lauro, ihr älterer Bruder Raimondo sowie Sandrino, der Sohn der Hausangestellten, anwesend. Achille gibt dem Mädchen den Namen Parthenope – in Anlehnung an die mythische Sirene und als Hommage an die Stadt Neapel.
1968 sind sowohl Sandrino als auch Raimondo in unterschiedlicher, teils obsessiver Weise in Parthenope verliebt. An der Universität besucht sie die Anthropologievorlesung des für seine Strenge bekannten Professors Devoto Marotta. Bei einer Wissensüberprüfung widerspricht sie ihm selbstbewusst, was zu einem sofortigen gegenseitigen Respekt führt.
Im Sommer 1973 überredet Raimondo Parthenope und Sandrino zu einer Reise nach Capri. Parthenopes ungezwungenes Verhalten zieht viele Blicke auf sich, unter anderem die des US-Schriftstellers John Cheever, den sie für seine Erzählungen bewundert. Während Raimondo versucht, sich einer reichen Erbin anzunähern, erkennt er schließlich, dass er nur Parthenope liebt. Als Sandrino sie zu einem Kuss verführt, stürzt sich Raimondo von den Klippen Capris. Ein Cholera-Ausbruch überschattet den Sommer.
1974, von den Eltern für Raimondos Tod verantwortlich gemacht, möchte Parthenope ihre Abschlussarbeit über Suizid verfassen. Marotta überredet sie jedoch, die kulturelle Bedeutung von Wundern zu untersuchen. Sie unterbricht das Studium zeitweise, um Schauspielerin zu werden. Die Begegnung mit der gealterten Diva Flora Malva und der aus Neapel stammenden Schauspielerin Greta Cool – die eine durch Schönheitsoperationen entstellt und hinter einer Maske verborgen, die andere stets mit Perücke – lässt sie diesen Plan verwerfen. Auf einer Party bei Greta lernt sie den Camorra-Boss Roberto Criscuolo kennen und wird Zeugin eines Rituals, bei dem die Erben zweier Mafiafamilien öffentlich ein Kind zeugen, um ihre Allianz zu besiegeln. Parthenope beginnt eine Beziehung mit Criscuolo, wird schwanger und lässt die Schwangerschaft abbrechen. Als Sandrino erneut seine Liebe gesteht, gibt sie ihm die Schuld am Tod Raimondos.
1982 ist Parthenope eine angesehene Forscherin. Eine Fachzeitschrift bittet sie um einen Beitrag über die Verflüssigung des Blutes des Heiligen Gennaro. Marotta warnt sie vor dem korrupten Kardinal Tesorone, der sie dennoch zu sexuellen Gefälligkeiten überredet. Kurz darauf kündigt Marotta seinen Rückzug aus dem Hochschuldienst an und ermuntert Parthenope, eine Professur an der Universität Trient anzustreben. Zunächst lehnt sie wegen ihrer Verbundenheit mit Neapel ab, entscheidet sich jedoch um, nachdem sie Marottas körperlich beeinträchtigten Sohn kennenlernt, dessen kindliche Ursprünglichkeit sie fasziniert.
2023, längst im Ruhestand, erinnert sich Parthenope in Gesprächen mit zwei ehemaligen Studentinnen an den Einfluss, den sie auf deren Leben hatte, schweigt jedoch weitgehend über ihre eigene Vergangenheit. Bei einem Besuch auf Capri gelingt es ihr, den Tod ihres Bruders innerlich zu verarbeiten. Anschließend kehrt sie nach Neapel zurück und lächelt, als vorbeiziehende Fans den dritten Meistertitel des SSC Neapel in der Serie A feiern.

## Parthenope und Neapel

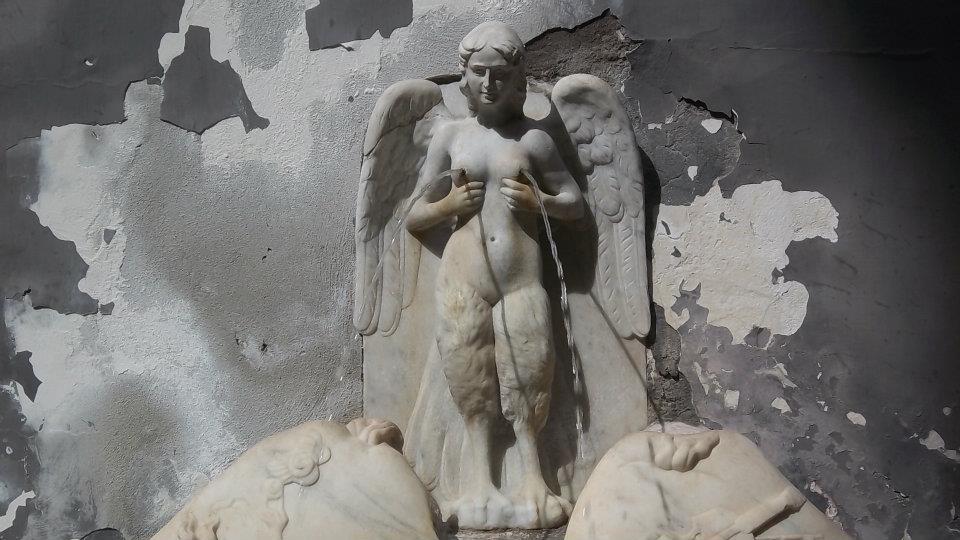
Parthenope wurde in Neapel als Stadtgöttin verehrt

Parthenope ist in der griechischen Mythologie eine der Sirenen. In Homers Odyssee, dem ältesten literarischen Werk, das die Sirenen erwähnt, haben diese noch keine individuellen Namen. Der Legende nach ertrank Parthenope nach einem Sprung ins Meer, weil sie Odysseus nicht mit ihrem Gesang verführen konnte. Ihr lebloser Körper wurde schließlich an die Küste von Neapel gespült, wo man sie bestattete. In Neapel wurde Parthenope als Stadtgöttin verehrt, und die Einwohner veranstalteten ihr zu Ehren einen jährlichen Fackellauf.

## Produktion

### Regie und Drehbuch
„Neapel ist eine Stadt, die zu meinen Gefühlen passt. Jeden Tag erfinden die Neapolitaner ihr Leben neu, sie beschließen, dass das Leben sie überraschen sollte.“

Regie führte Paolo Sorrentino, der auch das Drehbuch schrieb. Es handelt sich um seinen zehnten Spielfilm. Bereits sein letzter Film The Hand of God spielte auf Capri. In Neapel, dem zweiten Handlungsort des Films, ist Sorrentino geboren und aufgewachsen. Parthenope sei geheimnisvoll und frei wie Neapel und so eine Metapher der Weltstadt: „Parthenope und Neapel sind beide undefinierbar, die eine sonnt sich im Glanz ihrer Jugend, die andere ist die theatralischste Stadt der Welt, die in der Lage ist, sich in einer ewigen Aufführung darzustellen“, so der Regisseur.

### Besetzung, Synchronisation und Dreharbeiten
Celeste Dalla Porta und Stefania Sandrelli spielen in der geteilten Titelrolle die junge und die ältere Parthenope. Lorenzo Gleijeses und Silvia Degrandi spielen ihre Eltern Sasa und Maggie. Der Brite Gary Oldman spielt den alkoholabhängigen, melancholischen US-Schriftsteller John Cheever, dem Parthenope auf Capri begegnet. Luisa Ranieri spielt die desillusionierte und verbitterte Diva Greta Cool. Isabella Ferrari, die mit einer Maske spielt, ist in der Rolle von Parthenopes Schauspieltrainerin Flora Malva zu sehen. Peppe Lanzetta spielt Kardinal Tesorone. Dario Aita ist in der Rolle von Sandrino zu sehen, Sohn des Dienstmädchens und ein Verehrer der jungen Parthenope. Daniele Rienzo spielt Parthenopes Bruder Raimondo. Weiter auf der Besetzungsliste finden sich Silvio Orlando als Parthenopes Anthropologieprofessor Devoto Marotta, Biagio Izzo, Alfonso Santagata als Commendatore und Nello Mascia.
Die deutsche Synchronisation entstand nach der Dialogregie und einem Dialogbuch von Cornelius Frommann im Auftrag der Mo Synchron GmbH in München. Marcia von Rebay leiht in der deutschen Fassung Dalla Porta in der Rolle von Parthenope ihre Stimme und Udo Schenk seine Oldman in der Rolle von John Cheever.
Die Dreharbeiten fanden unter anderem in der italienischen Hafenstadt Neapel und auf der Insel Capri statt. Als Kamerafrau fungierte Daria D’Antonio, mit der Sorrentino bereits für seinen Film The Hand of God zusammenarbeitete, der ebenfalls in Neapel spielt.

### Filmmusik, Marketing und Veröffentlichung
Die Filmmusik komponierte der Italiener Daniele Marchitelli, besser bekannt unter dem Namen Lele Marchitelli, der zuletzt für die Miniserien The Young Pope und Mare of Easttown, den Film Morgen ist auch noch ein Tag von Paola Cortellesi und auch für Sorrentinos Filme La Grande Bellezza – Die große Schönheit, Loro – Die Verführten und ebenfalls The Hand of God tätig war.
Die Premiere des Films erfolgte am 21. Mai 2024 bei den Internationalen Filmfestspielen in Cannes, wo er im Wettbewerb um die Goldene Palme konkurrierte. Anfang Juli 2024 wurde Parthenope beim Karlovy Vary International Film Festival gezeigt. Im August 2024 wurde er beim Norwegischen Filmfestival in Haugesund vorgestellt. Im September 2024 wurde er beim  Festival des amerikanischen Films in Deauville und beim San Sebastian International Film Festival gezeigt. Ende Oktober 2024 fanden Vorstellungen beim AFI Fest statt. Der erste Trailer wurde im November 2024 vorgestellt. Im Januar 2025 wurde Parthenope beim Palm Springs International Film Festival gezeigt. Ein regulärer Kinostart in Frankreich erfolgte am 12. März 2025 im Verleih von Pathé. Der Kinostart in Deutschland war am 10. April 2025. Den Vertrieb in den USA übernahm A24.

## Rezeption

### Kritiken
Die Kritiken fielen zu einem großen Teil negativ aus. Lediglich 45 % der bei Rotten Tomatoes aufgeführten Kritiken sind positiv. Bei Metacritic erhielt der Film einen Metascore von 52 von 100 möglichen Punkten.
Peter Osteried, Filmkorrespondent der Gilde deutscher Filmkunsttheater, schreibt in seiner Kritik, mit knapp zweieinhalb Stunden sei Parthenope ein überlanger Film, doch die Newcomerin Celeste Dalla Porta sei eine echte Entdeckung. Sie trage den Film und sie ziehe das Interesse des Publikums auf sich. Die Kamera von Daria D'Antonio sei von erlesener Schönheit, und auch Parthenope selbst sei wahrscheinlich der schönste Film, den man dieses Jahr auf der Leinwand sehen kann.
Wolfgang M. Schmitt bezeichnet Parthenope als einen der schönsten Filme des Jahres und analysiert ihn in seinem YouTube-Format Die Filmanalyse als ein Werk über „Tod, Vergänglichkeit, Schönheit und Jugend“. Schmitt hob die visuelle Gestaltung der Kamerafrau Daria D’Antonio hervor, die Figuren häufig zentral im Bild positioniere und mit langsamen Kamerabewegungen deren Präsenz verstärke. Besonders betont er, dass der Mensch in Sorrentinos Werk stets im Mittelpunkt stehe und nicht als dekoratives Element behandelt werde.
In seiner Kritik weist Schmitt die gängige Interpretation zurück, die Darstellung der Protagonistin folge einem „male gaze“. Vielmehr werde Parthenope in ihrer Ganzheit gezeigt, ohne Fetischisierung einzelner Körperteile. Die Inszenierung thematisiere unterschiedliche Formen der Bewunderung und Anziehung, von distanzierter Wertschätzung bis hin zu körperlichem Verlangen, und setze dies in einen philosophischen Kontext des „Sehens“.
Schmitt lobt die Fähigkeit des Films, moralische und ästhetische Urteile zu trennen, und interpretiert die Darstellung von Schönheit als eigenständigen Wert. Nach einem erzählerischen Bruch arbeite der Film verstärkt mit symbolischen Bildern und thematisiere den Verlust von Jugend und Ausstrahlung. Abschließend beschreibt Schmitt Parthenope als ein „Kino der Wahrheit“, das Schönheit zeige, ohne sie als bloße Konsumware zu inszenieren, und als Werk, das den Zuschauer auffordere, nicht nur zu schauen, sondern wirklich zu sehen.

### Auszeichnungen
David di Donatello 2025
- Nominierung als Bester Film

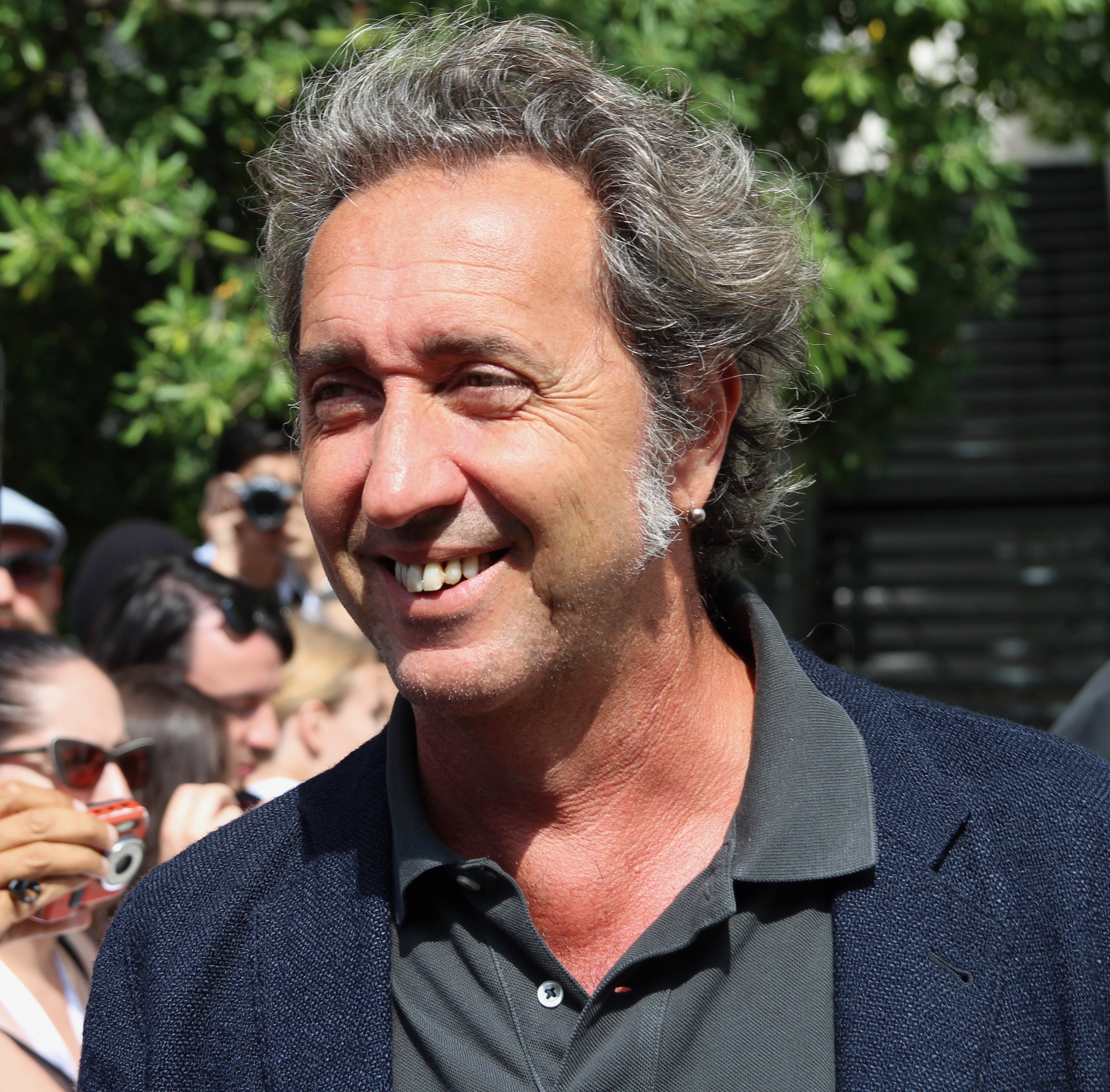
Regisseur Paolo Sorrentino

- Nominierung für die Beste Regie (Paolo Sorrentino)
- Nominierung für das Beste Originaldrehbuch (Paolo Sorrentino)
- Nominierung als Beste Nebendarstellerin (Luisa Ranieri)
- Nominierung als Bester Nebendarsteller (Peppe Lanzetta)
- Nominierung für die Beste Kamera (Daria D'Antonio)
- Nominierung für den Besten Filmschnitt (Cristiano Travaglioli)
- Nominierung für die Besten visuellen Effekte (Rodolfo Migliari und Lena Di Gennaro)
- Nominierung für das Beste Szenenbild (Carmine Guarino und Iole Autero)
- Nominierung für das Beste Make-up (Paola Gattabrusi und Lorenzo Tamburini)
- Nominierung für die Besten Frisuren (Marco Perna)[24]

Den norske filmfestivalen 2024
- Nominierung im Hauptwettbewerb[25]

Internationale Filmfestspiele von Cannes 2024
- Nominierung für die Goldene Palme

Nastro d’Argento 2025
- Auszeichnung für die Beste Kamera (Daria D'Antonio)
- Auszeichnung für den Besten Schnitt (Cristiano Travaglioli)
- Auszeichnung für die Beste Filmmusik (Lele Marchitelli)
- Auszeichnung mit dem Guglielmo Biraghi Prize (Celeste Dalla Porta)[26]

San Sebastian International Film Festival 2024
- Nominierung in der Sektion Perlak[15]